# Lega Nazionale A 2003-2004 (calcio femminile)
La Lega Nazionale A 2003-2004, campionato svizzero femminile di prima serie, si concluse con la vittoria del Sursee.

## Classifica
|  | Pos. | Squadra                 | Pt | G  | V  | N | P  | GF | GS  | DR  |
|  | ---- | ----------------------- | -- | -- | -- | - | -- | -- | --- | --- |
|  | 1.   | Sursee                  | 48 | 18 | 15 | 3 | 0  | 55 | 10  | +45 |
|  | 2.   | Zuchwil 05              | 38 | 18 | 12 | 2 | 4  | 61 | 21  | +40 |
|  | 3.   | Berna                   | 32 | 18 | 10 | 2 | 6  | 42 | 27  | +15 |
|  | 4.   | Rapid Lugano            | 32 | 18 | 10 | 2 | 6  | 44 | 37  | +7  |
|  | 5.   | Schwerzenbach           | 27 | 18 | 8  | 3 | 7  | 59 | 35  | +24 |
|  | 6.   | Seebach                 | 27 | 18 | 8  | 3 | 7  | 42 | 42  | 0   |
|  | 7.   | Ruggell (Liechtenstein) | 26 | 18 | 8  | 2 | 8  | 37 | 29  | +8  |
|  | 8.   | Rot-Schwarz Thun        | 19 | 18 | 6  | 1 | 11 | 40 | 48  | -8  |
|  | 9.   | Baden                   | 6  | 18 | 2  | 0 | 16 | 8  | 106 | -98 |
|  | 10.  | Staad                   | 5  | 18 | 1  | 2 | 15 | 18 | 51  | -33 |

Legenda:

      Campione di Svizzera e ammesso alla UEFA Women's Cup.
      Relegata in Lega Nazionale B.
Note:

Tre punti a vittoria, uno a pareggio, zero a sconfitta.